# The Opposite Sex
The Opposite Sex is een Amerikaanse musicalfilm uit 1956 onder regie van David Miller. De film is gebaseerd op het toneelstuk The Women en de daarop gebaseerde verfilming van Clare Boothe Luce. Destijds werd het in Nederland uitgebracht onder de titel De Andere Sexe.

## Verhaal
De film richt zich op een groep roddelende dames in een schoonheidssalon in Manhattan. Op een middag krijgt Sylvia Fowler van manicuriste Olga te horen dat theaterproducent Steven Hilliard een affaire heeft met koormeisje Crystal Allen. Hoewel ze goed bevriend is met zijn vrouw Kay, is ze blij getuige te zijn van een schandaal. Ze verspreidt het gerucht al snel via haar vriendin Edith Potter. Ondanks al het geroddel, weet de naïeve Kay van niets. Ze is druk bezig met het organiseren van een feest voor het goede doel en realiseert zich niet dat al haar vrienden over haar huwelijk aan het discussiëren zijn.
Sylvia en de zwangere Edith proberen een glimp van Stevens maîtresse op te vangen. Crystal is onlangs aan de kant gezet door Steven, maar weigert hem achter zich te laten. Ze zitten naast haar in een koffiehuis en maken nare opmerkingen. Ondertussen brengt Kay een bezoek aan de schoonheidssalon, waar Olga, die niet weet wie zij is, praat over Stevens affaire. Met een gebroken hart keert ze terug naar huis en volgt het advies van haar beste vriendin Amanda op, die haar aanraadt te doen alsof ze van niets weet. Die avond stort ze echter voor het oog van iedereen in tijdens het feest als iemand haar vraagt over haar eerste ontmoeting met haar man.
De volgende dag leest Crystal in de krant dat Kay haar gezin heeft verlaten en naar Bermuda is vertrokken en organiseert een 'toevallige' ontmoeting met Steven. Ze brengen samen de dag door, maar Crystal wordt opnieuw gedumpt als Kay plotseling terugkeert naar huis. Ze neemt wraak door op hetzelfde feest als Kay te verschijnen en haar te confronteren. Als Kay haar jurk goedkoop noemt, reageer Crystal door te zeggen dat als Steven iets wat ze draagt niet leuk vindt, ze het maar al te graag uitdoet. Kay is razend en slaat haar, waarna ze wegstormt en weigert met iemand te praten.
Kay neemt de trein naar Reno om daar een scheiding aan te vragen. Onderweg ontmoet ze een gravin die haar vierde scheiding wil aanvragen en entertainer Gloria Dell. De drie dames verblijven in Reno in de Lucy's Ranch, waar Kay wordt verleid door Buck Winston. Ze is gechoqueerd dat ook Sylvia naar de ranch zal komen, omdat haar man haar heeft verlaten. Kay vermoedt dat Gloria de andere vrouw is en als Sylvia dit te horen krijgt, begint ze een knokpartij. Een aantal weken gaan voorbij en Kay's scheiding is eindelijk rond. Toch houdt ze nog steeds veel van haar ex-man en heeft ze moeite met het oppakken van haar carrière als zangeres.
Ondertussen is Crystal haar leven met Steven zat en krijgt daarom een affaire met Buck, die zelf inmiddels een relatie heeft met Sylvia. Wanneer haar dochter Debbie haar vertelt dat Steven ongelukkig is met Crystal en zij een affaire heeft, besluit Kay een poging te doen Steven opnieuw voor zich te winnen. Ze vertelt Sylvia dat Crystal een affaire heeft met Buck. Zij is razend en belandt in een gevecht met de minnares. Crystal kondigt hierna aan dat ze Steven zal verlaten voor Buck, maar Buck heeft geen interesse in haar. Aan het einde worden Kay en Steven met elkaar herenigd.

## Rolverdeling
| Acteur              | Personage       |
| ------------------- | --------------- |
| June Allyson        | Kay Hilliard    |
| Joan Collins        | Crystal Allen   |
| Dolores Gray        | Sylvia Fowler   |
| Ann Sheridan        | Amanda Penrose  |
| Ann Miller          | Gloria Dell     |
| Leslie Nielsen      | Steve Hilliard  |
| Jeff Richards       | Buck Winston    |
| Agnes Moorehead     | Gravin D'Brion  |
| Charlotte Greenwood | Lucy            |
| Joan Blondell       | Edith Potter    |
| Sam Levene          | Mike Pearl      |
| Bill Goodwin        | Howard Fowler   |
| Alice Pearce        | Olga            |
| Barbara Jo Allen    | Dolly DeHaven   |
| Sandy Descher       | Debbie Hilliard |
| Carolyn Jones       | Pat             |

## Achtergrond
Hoewel het werkelijk gebaseerd is op een toneelstuk, wordt de film vooral beschouwd als een remake van The Women (1939), een film met Norma Shearer, Joan Crawford en Rosalind Russell. Grace Kelly was de eerste actrice die werd overwogen voor de rol van Kay. In mei 1955 werd aangekondigd dat Esther Williams hoogstwaarschijnlijk de hoofdrol zou spelen, maar zij weigerde er aan mee te werken. Hierna werden Doris Day en Howard Keel aangewezen als het echtpaar Hilliard. Eleanor Parker werd om onbekende redenen aangesteld als haar vervanger, maar ook zij had geen interesse in het filmproject omdat ze na twee jaar hard werken een pauze wilde.
De film onderging nog vele acteurswissels. In december 1955 werd Peter Graves als de grootste kanshebber voor de rol van Buck, die uiteindelijk werd gespeeld door Jeff Richards. Aan het begin van 1956 werd Vivienne Segal gekozen als de gravin, maar zij had problemen met het vertolken van haar personage en trok zich terug. Agnes Moorehead verving haar. De hoofdrol ging uiteindelijk naar June Allyson. Toen Joan Blondell dit hoorde, vroeg ze haar om een bijrol. De film werd aan het begin van 1956 opgenomen en de verwachtingen lagen hoog. Deze werden echter niet waargemaakt. Waar de filmversie uit 1939 en de hoofdrolspelers Shearer, Crawford en Russell veel aandacht kregen van de pers, werden Allyson, Joan Collins en Dolores Gray genegeerd.
Tijdens het opnemen van de scène waarin Kay haar rivale Crystal slaat, werd Allyson verteld dat Collins weg zou duiken en ze dus kon uithalen. Collins werd echter verteld dat Allyson haar niet zou slaan en bleef staan. Dit resulteerde erin dat Allyson Collins een harde klap gaf. Collins realiseerde niet dat het een misverstand was en dacht dat Allyson dit met opzet deed. Om die reden weigerde ze dagenlang met haar te praten.